# نفس آتشین
نفس آتشین (به انگلیسی: Breathing Fire) یک فیلم رزمی آمریکایی محصول سال ۱۹۹۱ به کارگردانی لو کندی در اولین کارگردانی خود و براندون دی وایلد و با بازی جاناتان کی کوان، ادی ساادهرا، اد نیل و جری تریمبل است. این فیلم در تاریخ ۱۵ ژوئیه ۱۹۹۲ به صورت یک فیلم ویدئویی در ایالات متحده منتشر شد.